# Champions de France de natation en bassin de 50 m du 50 m papillon

## Messieurs

### 50 mètres papillon messieurs
| Championnat | Lieu                   | Athlète                                 | Naissance | Âge   | Club                                          | Temps           |
| ----------- | ---------------------- | --------------------------------------- | --------- | ----- | --------------------------------------------- | --------------- |
| 1984 hiver  | Strasbourg             | Xavier Savin                            |           |       | Cercle des Nageurs du Havre                   | 25 s 76 RF      |
| 1984 été    | Paris Georges Vallerey | Xavier Savin                            |           |       | Cercle des Nageurs du Havre                   | 25 s 35 RF      |
| 1985 hiver  | Aix-en-Provence        | Bruno Gutzeit                           |           |       | Dauphins du TOEC                              | 26 s 00         |
| 1985 été    | Dunkerque              | François Rosenblatt                     |           |       | Cercle des Nageurs de Cannes                  | 25 s 77         |
| 1986 hiver  | Rennes                 | Ludovic Depickère                       |           |       | Dauphins de Wattrelos                         | 25 s 64         |
| 1986 été    | Millau                 | François Rosenblatt                     |           |       | Cercle des Nageurs de Cannes                  | 25 s 31 RF      |
| 1987 hiver  | Mulhouse               | Bruno Gutzeit                           |           |       | Dauphins du TOEC                              | 25 s 74         |
| 1987 été    | Strasbourg             | Bruno Gutzeit                           |           |       | Dauphins du TOEC                              | 25 s 76         |
| 1988 hiver  | Vittel                 | Jean-Michel Dubrasquet                  |           |       | Stade poitevin                                | 25 s 64         |
| 1988 été    | Dunkerque              | Jim Askervold                           |           |       | Racing Club de France                         | 25 s 53         |
| 1989 hiver  | Forbach                | Bruno Gutzeit                           |           |       | Dauphins du TOEC                              | 24 s 84 RF      |
| 1989 été    | Paris Georges Vallerey | Bruno Gutzeit                           |           |       | Dauphins du TOEC                              | 24 s 92         |
| 1990 hiver  | La Rochelle            | François Rosenblatt                     |           |       | Alliance Dijon Natation                       | 25 s 47         |
| 1990 été    | Narbonne               | Bruno Gutzeit                           |           |       | Dauphins du TOEC                              | 25 s 21         |
| 1991 hiver  | Saint-Étienne          | Bruno Gutzeit                           |           |       | Dauphins du TOEC                              | 25 s 16         |
| 1991 été    | Millau                 | Bruno Gutzeit                           |           |       | Dauphins du TOEC                              | 24 s 86         |
| 1992 hiver  | Dunkerque              | Bruno Gutzeit                           |           |       | Dauphins du TOEC                              | 25 s 05         |
| 1992 été    | Mennecy                | Laurent Neuville                        |           |       | Racing Club de France                         | 25 s 53         |
| 1993 hiver  | Mennecy                | Bruno Gutzeit                           |           |       | Dauphins du TOEC                              | 24 s 93         |
| 1993 été    | Paris Georges Vallerey | Jean-Marie Dubrasquet                   |           |       | Dauphins du TOEC                              | 25 s 23         |
| 1994 hiver  | Lille                  | Bruno Gutzeit                           |           |       | Dauphins du TOEC                              | 24 s 59 RF      |
| 1994 été    | Aix-les-Bains          | Bruno Gutzeit                           |           |       | Dauphins du TOEC                              | 24 s 82         |
| 1995 hiver  | Mennecy                | Jean-Michel Dubrasquet                  |           |       | ASPTT Limoges                                 | 25 s 32         |
| 1995 été    | Canet-en-Roussillon    | Franck Schott                           |           |       | Racing Club de France                         | 25 s 17         |
| 1996 hiver  | Dunkerque              | non disputé                             |           |       |                                               |                 |
| 1996 été    | Montpellier            | non disputé                             |           |       |                                               |                 |
| 1997        | Mennecy                | non disputé                             |           |       |                                               |                 |
| 1998        | Amiens                 | non disputé                             |           |       |                                               |                 |
| 1999        | Dunkerque              | non disputé                             |           |       |                                               |                 |
| 2000        | Rennes                 | non disputé                             |           |       |                                               |                 |
| 2001        | Chamalières            | non disputé                             |           |       |                                               |                 |
| 2002        | Chalon-sur-Saône       | Sébastien Lequeux                       | 1977      | 25    | Lyon Natation                                 | 24 s 72         |
| 2003        | Saint-Étienne          | Frédérick Bousquet                      | 1981      | 22    | CS Clichy 92                                  | 24 s 14 RF      |
| 2004        | Dunkerque              | Frédérick Bousquet                      | 1981      | 23    | CS Clichy 92                                  | 23 s 98 RF      |
| 2005        | Nancy                  | Frédérick Bousquet                      | 1981      | 24    | CS Clichy 92                                  | 24 s 15         |
| 2006        | Tours                  | Frédérick Bousquet                      | 1981      | 25    | Cercle des nageurs de Marseille               | 23 s 83 RF      |
| 2007        | Saint-Raphaël          | Frédérick Bousquet                      | 1981      | 26    | Cercle des nageurs de Marseille               | 23 s 95         |
| 2008        | Dunkerque              | non disputé                             |           |       |                                               |                 |
| 2009        | Montpellier            | Rafael Munoz Perez (open) Romain Sassot | 1988 1986 | 21 23 | Cercle des nageurs de Marseille Lyon Natation | 22 s 48 23 s 44 |
| 2010        | Saint-Raphaël          | Frédérick Bousquet                      | 1981      | 29    | Cercle des nageurs de Marseille               | 23 s 58         |
| 2011        | Strasbourg             | Frédérick Bousquet                      | 1981      | 29    | Cercle des nageurs de Marseille               | 23 s 60         |
| 2012        | Dunkerque              | Amaury Leveaux                          | 1985      | 27    | Lagardère Paris Racing                        | 23 s 65         |
| 2013        | Rennes                 | Frédérick Bousquet                      | 1981      | 32    | Cercle des nageurs de Marseille               | 23 s 00         |
| 2014        | Chartres               | Florent Manaudou                        | 1990      | 24    | Cercle des nageurs de Marseille               | 23 s 25         |